# امبا ماتا
امبا ماتا (به انگلیسی: Amba Matha) یک منطقهٔ مسکونی در هند است که در کارناتاکا واقع شده‌است.